# Strana demokratickej ľavice (2005)
Die Strana demokratickej ľavice (deutsch: „Partei der demokratischen Linken“; kurz SDĽ) war eine politische Partei in der Slowakei und existierte zwischen 2005 und 2017. Ihre Ausrichtung war links der Mitte. Sie bezeichnete sich als moderne linke Partei und trat für Chancengleichheit sowie wirtschaftliche und soziale Gerechtigkeit ein.

## Geschichte
Ursprünglich wurde die Partei zum ersten Mal unter dem gleichen Namen im Jahr 1990 gegründet. 1999 spalteten sich jedoch mehrere Mitglieder von der Partei ab und gründeten unter Führung von Robert Fico die damals linkssozialdemokratische Partei SMER. Im Dezember 2004 fusionierte schließlich die ursprüngliche SDĽ mit der SMER. Im Mai 2005 kam es dann zu einer Neugründung. Zwischen den Parlamentswahlen 2010 und 2012 wurde bekannt, dass die Partei von slowakischen Rüstungskonzernen unterstützt wird, um der SMER-SD Wählerstimmen abzujagen. Ab dem 10. Dezember 2015 befand sich die Partei in der Liquidation und am 29. Mai 2017 wurde die Partei dann schlussendlich aus dem Register politických strán a politických hnutí (deutsch: „Register politischer Parteien und politischer Bewegungen“) entfernt.

## Wahlen
Zu ihrer ersten Nationalratswahl 2006 konnte die Partei 0,18 Prozent der Stimmen erreichen. Bei der Nationalratswahl 2010 konnte sie mit 2,41 Prozent deutliche Hinzugewinne verzeichnen. Für den Einzug ins Parlament reichte dies nicht, da dafür mindestens fünf Prozent der Stimmen nötig gewesen wären. Zur Nationalratswahl 2012 errang sie erneut 0,18 Prozent der Stimmen. Aufgrund der Liquidation trat die Partei nicht bei der Nationalratswahl 2016 erneut an.